# Ștefan Luchian (film)
Filmul a obținut Premiul CIDALC, la Festivalul Internațional de Film de la Karlovy-Vary, Cehia, în anul 1982, precum și Premiul ACIN-pentru imagine, 1981. În cadrul ediției TIFF din anul 2012, a avut loc o proiecție specială în onoarea actorului Ion Caramitru, laureat al Premiului pentru întreaga carieră al celei de-a 11-a ediții a festivalului Transilvania. În cadrul Festivalului Serile Filmului Românesc (SFR) 2021, ediția a 12-a (11-15 August), dedicată actorului Ion Caramitru, premiat de Institutul Cultural Român (ICR) cu „Premiul Serile Filmului Românesc” în semn de recunoaștere pentru activitatea din domeniul teatrului, filmului, precum și pentru contribuția adusă culturii românești, a avut loc și proiecția aniversară a filmului Ștefan Luchian, în prezența echipei, la 40 de ani de la lansare.
Ștefan Luchian este un film românesc din 1981, regizat de Nicolae Mărgineanu.

## Rezumat
Filmul evocă viața marelui pictor român Ștefan Luchian, viață începută cu vervă sub semnul faimei. Intrând în posesia unei moșteniri importante, Luchian este ca și scăpat de grijile materiale, însă firea lui boemă și imensa poftă de viață îl împing spre o existență mai superficială, dar care îi acordă o figură de răsfățat al vremii. Chiar și momentele de impas profesional se întorc parcă în favoarea lui: refuzat la Salonul oficial de pictură, împreună cu alți tineri artiști plastici va organiza o expoziție a „independenților”, expoziție ce va provoca scandal, dar le va aduce succes. Curând însă, averea moștenită se risipește, iar Luchian se vede nevoit să își câștige existența cântând la flaut în orchestra Teatrului Național. Începutul sfârșitului vine însă în momentul în care apar primele semne ale bolii care îl va lăsa paralizat: iubita îl părăsește, iar alături de el rămân câțiva prieteni apropiați. Când paralizia îi ajunge la degete, simțind că pictura este de fapt tot ce i-a mai rămas, Luchian continuă să picteze cu penelul legat de braț. Înainte cu puțin timp de a se stinge, într-o noapte, Luchian primește vizita lui George Enescu, care vine să îi cânte la vioară pentru a-i alina suferința.

## Distribuție
- Ion Caramitru — pictorul Ștefan Luchian
- George Constantin — criticul și colecționarul de artă Alexandru Bogdan-Pitești
- Maria Ploae — Cecilia Vasilescu, fata primarului din Alexandria, iubita lui Luchian
- Ovidiu Schumacher — caricaturistul Nicolae Petrescu-Găină
- Mircea Constantinescu — pictorul Constantin Artachino
- Monica Ghiuță — Paulina Cocea, verișoara lui Luchian
- Victor Rebengiuc — negustorul de cai Victor Filotti
- Petre Gheorghiu — profesorul C.I. Stăncescu, „dictatorul artelor”
- Adrian Rățoi — pictorul Nicolae Vermont
- Ștefan Velniciuc — pictorul Titus Alexandrescu
- Nicolae Manolache — pictorul Constantin Pascali
- Niculae Urs — bețivul Alecu Literatu (menționat Nicolae Urs)
- Andrei Csiky — pictorul Alexandru Paraschivescu (Alpar)
- Vasile Nițulescu — Moș Nicolae cobzarul
- Mihai Pălădescu — primarul orașului Alexandria
- Constantin Băltărețu — misitul de opere de artă
- Maria Junghetu — Laura, „mireasa” de la petrecerea lui Bogdan-Pitești
- Rodica Negrea — Laura Cocea, nepoata lui Luchian
- Elena Dacian — prietena Ceciliei
- Radu Basarab
- Adrian Pintea — pictorul Nicolae Tonitza
- Marcel Frandes — violonistul George Enescu
- Maria Potra
- Dorina Done — văduva negustorului Agopian
- Carmen Maria Strujac — Safta florăreasa
- Nicolae Pomoje
- Mihai Dinvale — soțul Ceciliei
- Constantin Dinulescu — negustor de opere de artă
- Florin Călinescu — poetul Tudor Arghezi
- Eugen Harizomenov
- Mircea Jida
- Crinela Davida
- Dan Bubulici
- Izabela Davida
- Luminița Sicoe
- Viorica Hodel
- Tina Gabrovsky
- Jean Lorin Florescu
- Vera Varzopov
- Papil Panduru
- Răzvan Vasilescu — tânărul pictor Traian Cornescu, soțul Laurei Cocea, ajutorul lui Luchian
- Anatol Spînu
- Iosif Naghiu
- Dorin Dron — organizator de expoziții
- Radu Dunăreanu — critic de artă
- Adrian Georgescu
- Barbu Brezianu — critic de artă
- Dorina Lazăr — Veturia, slujnica primarului din Alexandria
- Florin Pucă
- Marieta Rareș — gazda bătrână a lui Luchian din Mahalaua Dracului
- Florin Vasiliu
- Simion Negrilă
- Mircea Veroiu
- D.I. Suchianu — bătrânul critic de artă

## Primire
Filmul a fost vizionat de 1.398.840 de spectatori în cinematografele din România, după cum atestă o situație a numărului de spectatori înregistrat de filmele românești de la data premierei și până la data de 31 decembrie 2014 alcătuită de Centrul Național al Cinematografiei.